# Tirez sur le pianiste
Tirez sur le pianiste is een Franse film noir uit 1960 onder regie van François Truffaut. De film is gebaseerd op de misdaadroman Down There (1956) van de Amerikaanse auteur David Goodis.

## Verhaal
De verlegen pianist Charlie Kohler werkt in een bar. Op een dag komt zijn broer Chico naar hem toe, omdat hij op de vlucht is voor twee schurken. Kohler raakt verwikkeld in een web van problemen, omdat hij zelf liegt over zijn identiteit.

## Rolverdeling
| Acteur                | Personage       |
| --------------------- | --------------- |
| Charles Aznavour      | Charlie Kohler  |
| Marie Dubois          | Lena            |
| Nicole Berger         | Theresa         |
| Michèle Mercier       | Clarisse        |
| Jean-Jacques Aslanian | Richard Saroyan |
| Daniel Boulanger      | Ernest          |
| Serge Davri           | Plyne           |
| Claude Heymann        | Lars Schmeel    |
| Alex Joffé            | Voorbijganger   |
| Richard Kanayan       | Fido Saroyan    |
| Catherine Lutz        | Mammy           |
| Claude Mansard        | Momo            |
| Albert Rémy           | Chico Saroyan   |